# Katarzyna Możdżeń
Katarzyna Możdżeń est une ancienne joueuse de volley-ball polonaise née le 21 novembre 1989. Elle mesure 1,81 m et jouait au poste de réceptionneuse-attaquante. 

## Clubs
| Club                       | De        | À         |
| -------------------------- | --------- | --------- |
| ŁKS Łódź                   |           | 2008-2009 |
| Jedynka Aleksandrów Łódzki | 2009-2010 | 2009-2010 |
| AZS Białystok              | 2010-2011 | 2011-2011 |
| ŁKS Łódź                   | jan 2012  | mai 2012  |
| MUKS Świecie               | 2014-2015 | 2014-2015 |
| Chemik Police              | 2015-2016 | 2015-2016 |